# Red Sebastian
Seppe Herreman, mer känd under artistnamnet Red Sebastian, född 13 maj 1999 i Oostende, är en belgisk sångare och låtskrivare.
Han representerade Belgien i Eurovision Song Contest 2025 med låten "Strobe Lights". Bidraget gick inte vidare till final.